# Поларна ноћ
Поларна ноћ се деси када ноћ траје за више од 24 сата. То се само дешава унутар поларних кругова. Супротни феномен, поларни дан, или поноћно сунце, се деси када сунце не залази целих 24 сата. Као „Ноћ“ дефинише се период током кога је центар Сунца испод хоризонта. Поларна ноћ не значи потпуну таму.